# Javory (Pohorská Ves)
Javory (něm. Ahornhütten; někdy se označovaly také jako an der Leberhardwehr) je částečně zaniklá osada, která po administrativní stránce spadal pod Lužnici, dnes část Pohorské Vsi. Dosud zachovalé 3 domy stojí necelý kilometr od osady Žofín.

## Historie
K založení osady došlo roku 1790, ovšem již v roce 1764 byla kdesi v lokalitě U Javorového pařezu při Huťském potoce, nedaleko místa pozdější dřevorubecké osady, vystavěna sklářská huť. Tu nechal postavit Josef Schreiner, který k tomu získal povolení od majitele panství Františka Leopolda Buquoye. Kde přesně stála však není známo, neboť už v roce 1769 byl její provoz ukončen a v roce 1770 celý podnik zbankrotoval. V huti se pravděpodobně vyráběla potaš, jedna z důležitých surovin pro výrobu skla. V roce 1860 je pak v osadě uváděno 6 domů, ve kterých žilo 45 obyvatel. Po roce 1948 se osada ocitla v hraničním pásmu a část budov byla stržena. Dnes jsou zbývající domy využívány k rekreaci.